# 菜冠雙頭
菜冠雙頭是由蔡承儒（菜頭）與吳冠廷（冠冠）組成的台灣漫才搭檔組合。

## 簡介
菜冠雙頭是蔡承儒與吳冠廷兩人於2015開始參與搞笑演出與創作，兩人皆為華岡藝校畢業，是同學關係。2015年耶誕夜他們正式組成搭檔，2017年加入魚蹦興業成為團員，正式出道成為漫才師。後來魚蹦興業解散後，曾擔任獨輪車教練和早餐店員工。
2020年加入薩泰爾娛樂擔任編輯與寫手，2022年在二三喜劇俱樂部舉辦了首次專場《笑翻整座島》，2023年離開薩泰爾娛樂後，持續舉辦專場並與其他漫才團體合作，如漫才日曜日。
該團體的特色是笑場，互報祖譜，並以浮誇且大聲，公然笑場活出了專屬的特色。
菜頭，本名「蔡承儒天才，女生的天菜，神一般的存在」，又稱蔡承儒、欸波波、雪糕、插頭、蘑菇頭、陳惠敏的兒子、蔡心儒的弟弟、醜男，在組合中擔任裝傻的角色。特色是浮誇的肢體動作和高分貝的音量還有五顆地瓜。
冠冠，本名吳冠廷，又稱冠頭、小冠、游琇玲的兒子、吳亮賢的弟弟、小混混、流氓、黑道、Sam，擔任組合中的吐槽擔當，並負責撰寫段子。特色是神聖的吐槽
菜冠雙頭曾於2021年參與曾博恩雙聲道的開場演出，於2022年參與面白大丈夫主辦的《第二屆搞笑對抗賽-天龍VS地虎》，並於2023年參與達康.come主辦的《集まれ！Play Boy Station in Zepp》，面白大丈夫主辦的《第三屆搞笑對抗賽-星座四象限爭霸》和由娛人時代所主辦的《娛人偷笑場》，再於2024年再次參與達康.come主辦的《集まれ！Play Boy Station！》搞笑大賤檢演出。

## 作品[13]
| 年份 | 作品名稱               | 演出者                               | 備註                                                         |
| ---- | ---------------------- | ------------------------------------ | ------------------------------------------------------------ |
| 2020 | 漫才日曜日             | 菜冠雙頭、漫才少爺、海放小子         |                                                              |
| 2020 | 復古漫才村             | 菜冠雙頭                             |                                                              |
| 2021 | 漫才日曜日             | 菜冠雙頭、漫才少爺、海放小子、夏普   |                                                              |
| 2022 | 漫才日曜日             | 菜冠雙頭、漫才少爺、海放小子、夏普   | 乾拌麵、娛人時代、怡岑、董軒、耿賢、阿量、賀瓏等人客串演出。 |
| 2022 | 笑翻整座島             | 菜冠雙頭                             | 哈姆客串演出                                                 |
| 2023 | 漫才日曜日             | 菜冠雙頭、漫才少爺、哈姆、怡岑、夏普 | 傻孩子宅急便 (路可、劉向) 客串演出                           |
| 2023 | 南北新生代漫才爆笑集合 | 菜冠雙頭、暴羅WALK、哈姆             |                                                              |
| 2023 | 怪人島                 | 菜冠雙頭                             | 哈姆客串演出                                                 |
| 2023 | 鬼島                   | 菜冠雙頭                             | 哈姆客串演出                                                 |
| 2024 | 漫才日曜日             | 菜冠雙頭、漫才少爺、福狸男孩         | 福狸男孩 (哈姆、劉向)於六月號開始加入                        |
| 2024 | 天空島                 | 菜冠雙頭                             | 哈姆客串演出                                                 |
| 2024 | 漫話第0話              | 菜冠雙頭、福狸男孩                   |                                                              |
| 2024 | 漫話第1話              | 菜冠雙頭、福狸男孩                   | 特別來賓：娛人時代-強力喜靖                                  |
| 2025 | 漫話第2話              | 菜冠雙頭、福狸男孩                   | 特別來賓：趴趴葉Papaya                                       |

## 外部連結
- YouTube上的菜冠雙頭頻道
- 菜冠雙頭的 Instagram
- 菜冠雙頭的 Facebook 粉絲專頁